# Dejvické divadlo

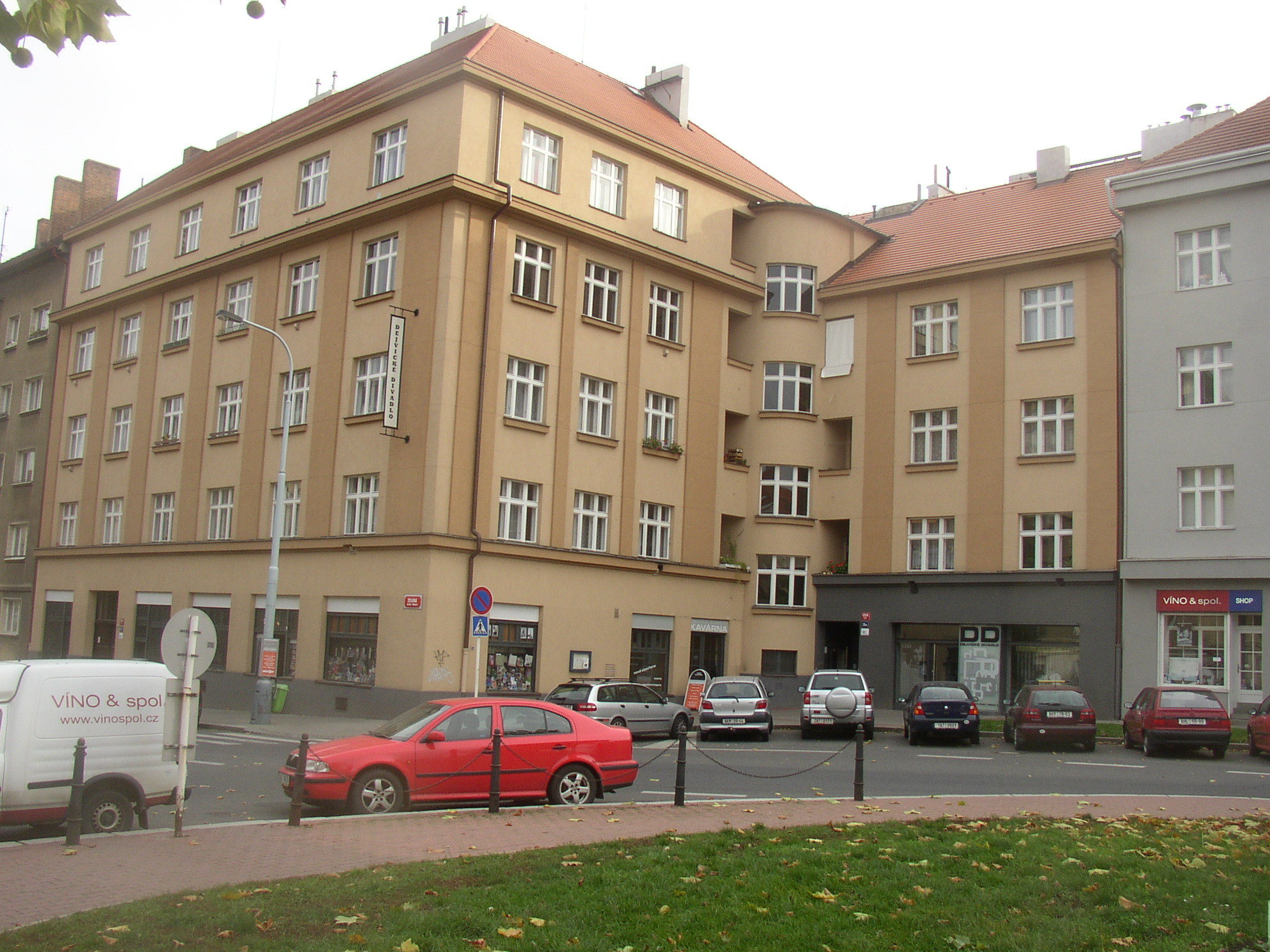
Dejvické divadlo

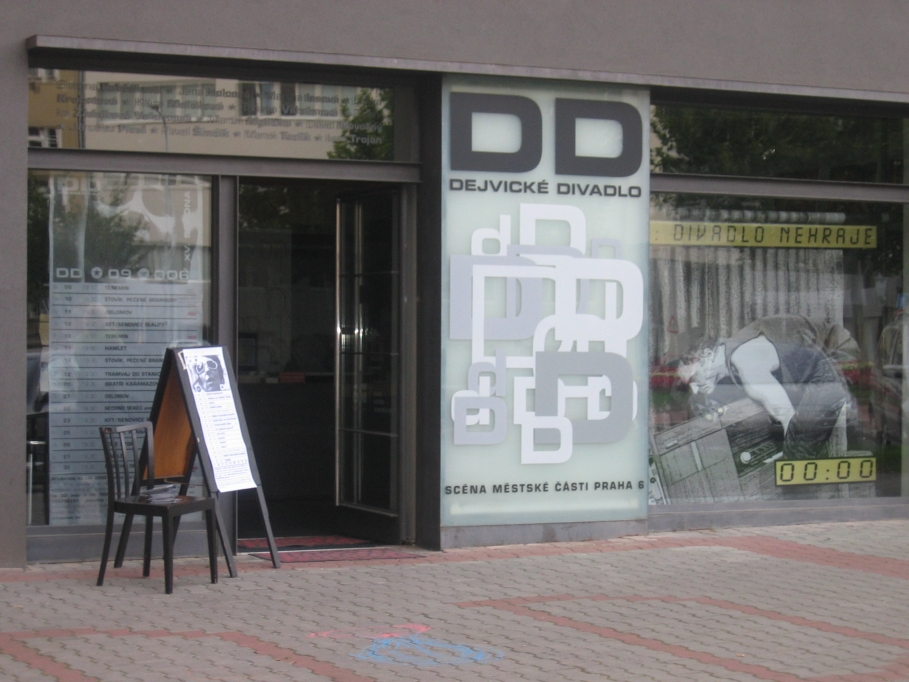
Dejvické divadlo

Dejvické divadlo je pražské divadlo. Sídlí v Zelené ulici v Praze-Dejvicích, přibližně 700 m severně od stanice metra Dejvická. Vzniklo v roce 1992 a od roku 1993 má status profesionální scény.

## Historie

### První soubor (1992–1996)
První představení se v Dejvickém divadle odehrálo 14. října 1992. Svou školní inscenaci hry Matěje Kopeckého Johanes doktor Faust uvedl nastupující herecký soubor, který do Dejvického divadla přišel během studia alternativního a loutkového divadla DAMU pod vedením pedagoga a režiséra Jana Borny. Ten se stal od roku 1993 uměleckým šéfem. Tehdy bylo DD součástí Obvodního kulturního domu Prahy 6, později Spektra K – sdružení kulturních zařízení Prahy 6. Statut profesionálního divadla získalo v roce 1993.
Původní herecký soubor působil v Dejvickém divadle čtyři sezony. Během této doby zde vznikly inscenace Jakuba Krofty (Spoonriverská antologie), Arnošta Goldflama (koláž z textů Daniila Charmse, romanticko-tragicko-heroická opera Kvas krále Vondry XXVI.. a adaptace textů Richarda Weinera Rovnováha), Jana Borny (Dobrodružství dona Quijota, Mrożkovo Tango a dvě pohádky To je nápad! a Zpívej, klaune?). K nejvýznamnějším počinům této éry bezesporu patří inscenace J. A. Pitínského Sestra Úzkost z textů Jana Čepa a Jakuba Demla, která v roce 1995 získala Radokovu cenu jako Inscenace roku a Dejvické divadlo se stalo poprvé Divadlem roku. V září 1996 tento soubor přešel společně se svým uměleckým šéfem Janem Bornou do nově vzniklého Divadla v Dlouhé a na jeho místo nastoupil soubor nový.

### Druhý soubor (1996–dodnes)
S novým souborem přišel režisér a pedagog Katedry alternativního a loutkového divadla na DAMU Miroslav Krobot, který se stal uměleckým šéfem divadla.
Základ nového souboru tvořil původně opět celý ročník KALD DAMU, který do nového působiště přenesl i některá svá absolventská představení (Lysistrate – režie Lucie Bělohradská, Anatomie gagu – režie Miroslav Krobot) a jeho první inscenace byly také ještě původně školní (retromuzikál Kennedyho děti a pohádka Dvanáct měsíčků – oboje režie Miroslav Krobot). Postupně se soubor začal zásadně proměňovat (z původní sestavy jsou doposud v angažmá herečky Klára Melíšková, Jana Holcová a Zdeňka Žádníková). Doplnila jej silná skupina tehdejších třicátníků: Ivan Trojan, Lukáš Hlavica, David Novotný, Martin Myšička, Igor Chmela. Později nastoupili do angažmá mladší členové hereckého souboru  Pavel Šimčík, Lenka Krobotová, Jaroslav Plesl, Tatiana Vilhelmová, Simona Babčáková, Martha Issová, Václav Neužil a další...
V letech 2014–2016 byl uměleckým šéfem divadla režisér Michal Vajdička. Miroslav Krobot nadále zůstal v souboru jako herec. Od 1. ledna 2017 byl uměleckým šéfem Dejvického divadla Martin Myšička. Od ledna 2025 se stal uměleckým šéfem Dejvického divadla Jiří Havelka.

Umělečtí šéfové divadla
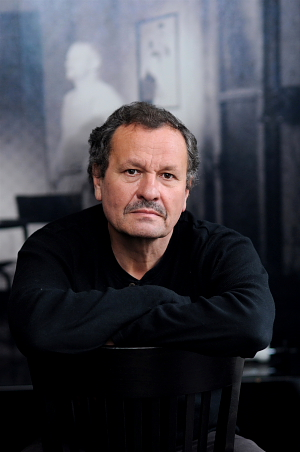
Miroslav Krobot – umělecký šéf divadla v letech 1996–2014
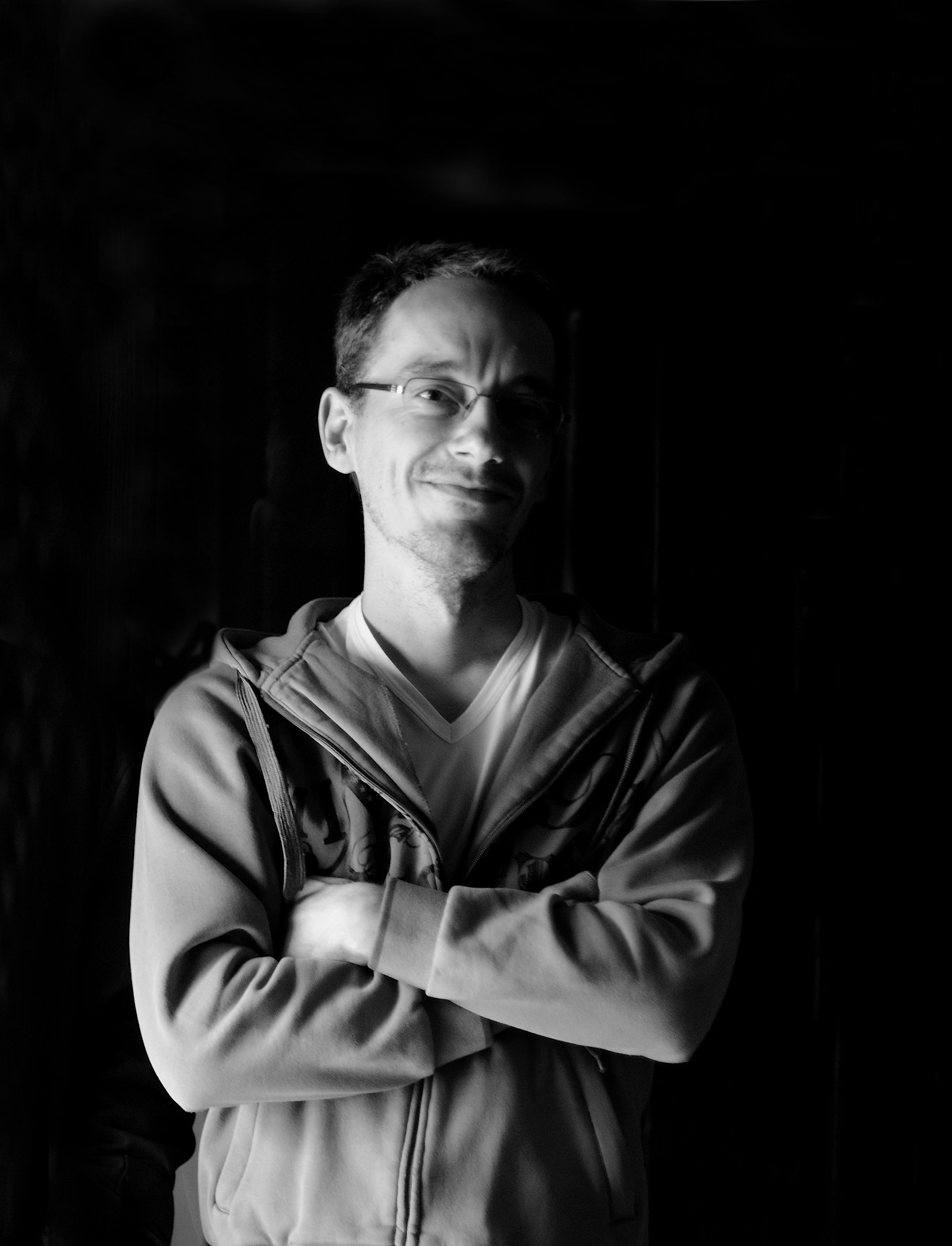
Michal Vajdička – umělecký šéf divadla v letech 2014–2016
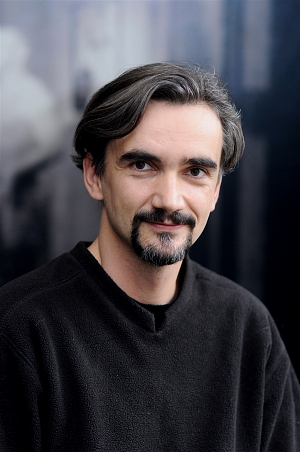
Martin Myšička – umělecký šéf divadla v letech 2017-2024
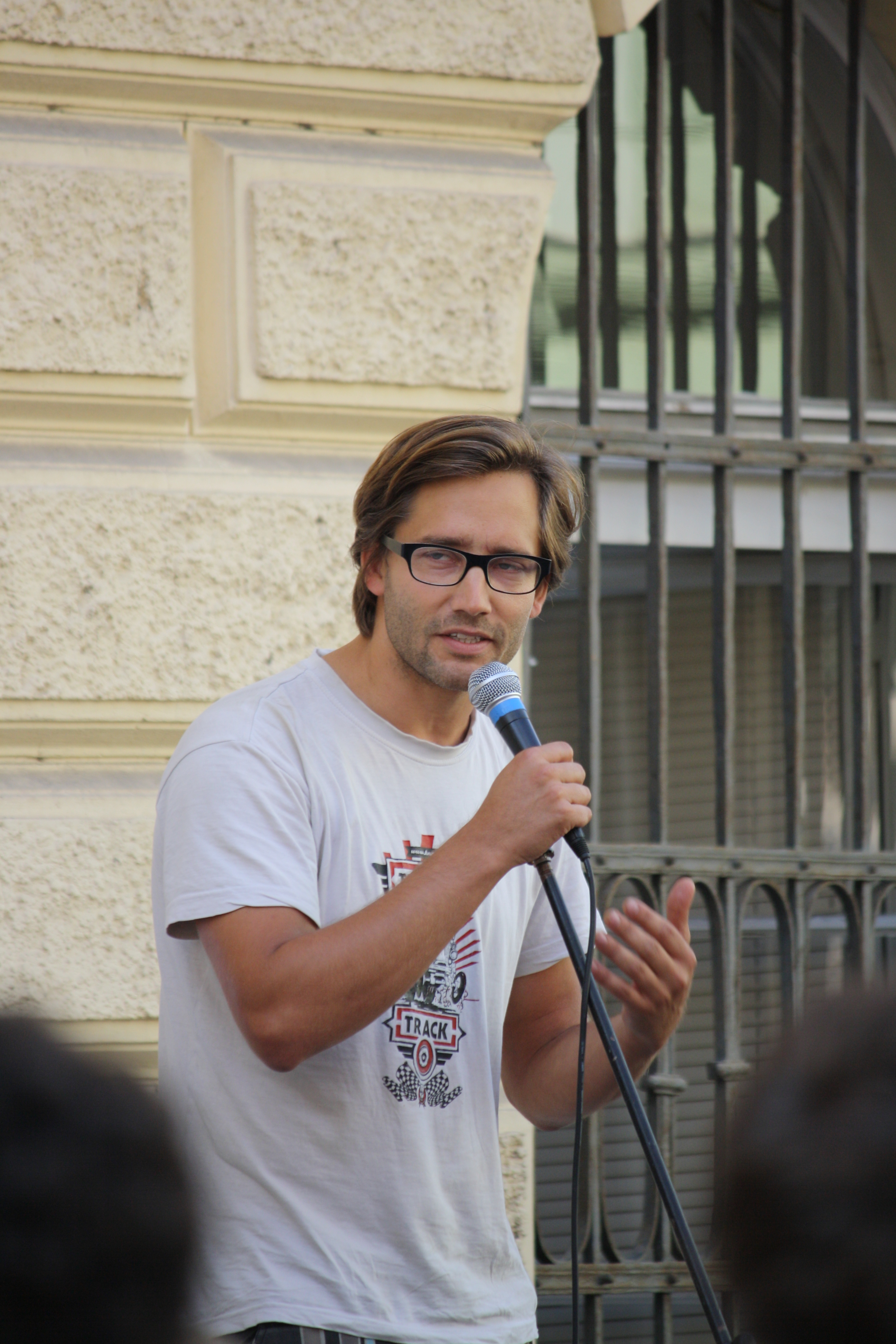
Jiří Havelka – umělecký šéf divadla od 1. ledna 2025

### Transformace Dejvického divadla na o. p. s.
V červenci 2004 byla příspěvková organizace Dejvické divadlo transformována na obecně prospěšnou společnost, jejímž zakladatelem se stala Městská část Praha 6. Zároveň byla uzavřena čtyřletá smlouva o financování divadla touto městskou částí s každoročně snižující se částkou. Tento finanční deficit byl dokryt čtyřletým grantem Hlavního města Praha. V červenci 2008 došlo k dalšímu rozvolnění vztahu DD a Městská část Praha 6 tím, že řídící orgány divadla (správní a dozorčí radu), které byly doposud jmenovány zakladatelem, nyní volí umělecký soubor DD. Dejvické divadlo jako obecně prospěšná společnost je tím závislé na vícezdrojovém financování v rámci grantových systémů (MČ P6, HMP, MKČR) s narůstajícím zásadním podílem hlavního města Prahy.

## Vedení
Nejvyššími orgány obecně prospěšné společnosti jsou správní a dozorčí rada. Ředitelkou Dejvického divadla do 31. srpna 2019 byla paní Eva Kejkrtová Měřičková. Od 1. září 2019 do konce roku 2023 byla ředitelkou paní Blanka Cichon. Od 1. ledna 2024 je ředitelem divadla Lukáš Průdek.

### Správní rada
- Ing. Jaroslava Trnková, CSc. stavební inženýrka, členka ZMČ Praha 6 (předsedkyně)[pozn 1]

- MgA. Eva Kejkrtová Měřičková
- MgA. Petr Prokop
- Mgr. BcA. Viktor Košut
- Ing. František Dostálek
- MgA. Mgr. Doubravka Svobodová

### Dozorčí rada
- Předseda: Ing. René Pekárek, CSc.
- Člen: Ing. BcA. David Gerneš
- Člen: Jan Wolf[4]

Ředitelky a ředitelé divadla
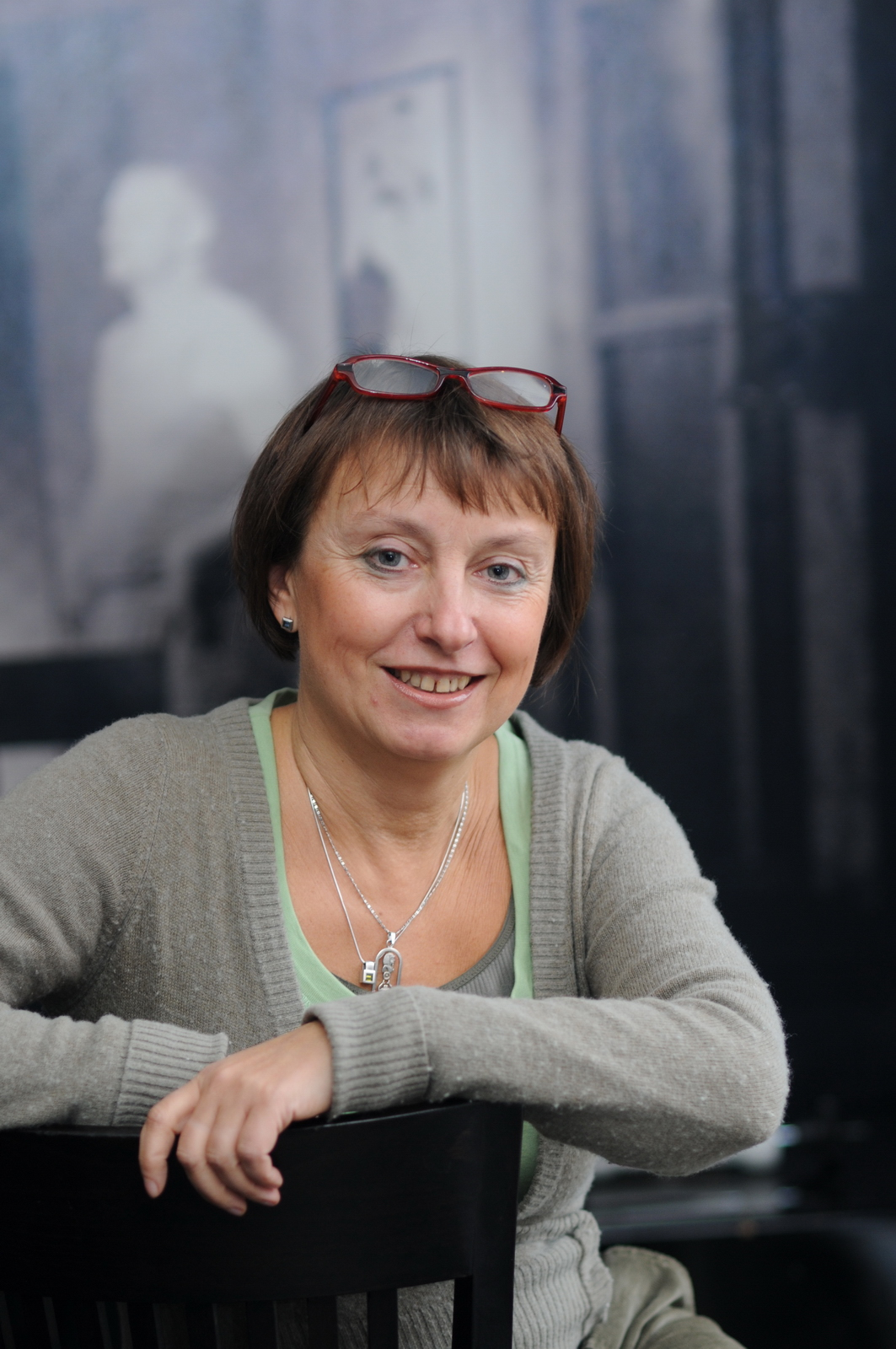
Eva Kejkrtová Měřičková–ředitelka Dejvického divadla v letech 1992 – 2019
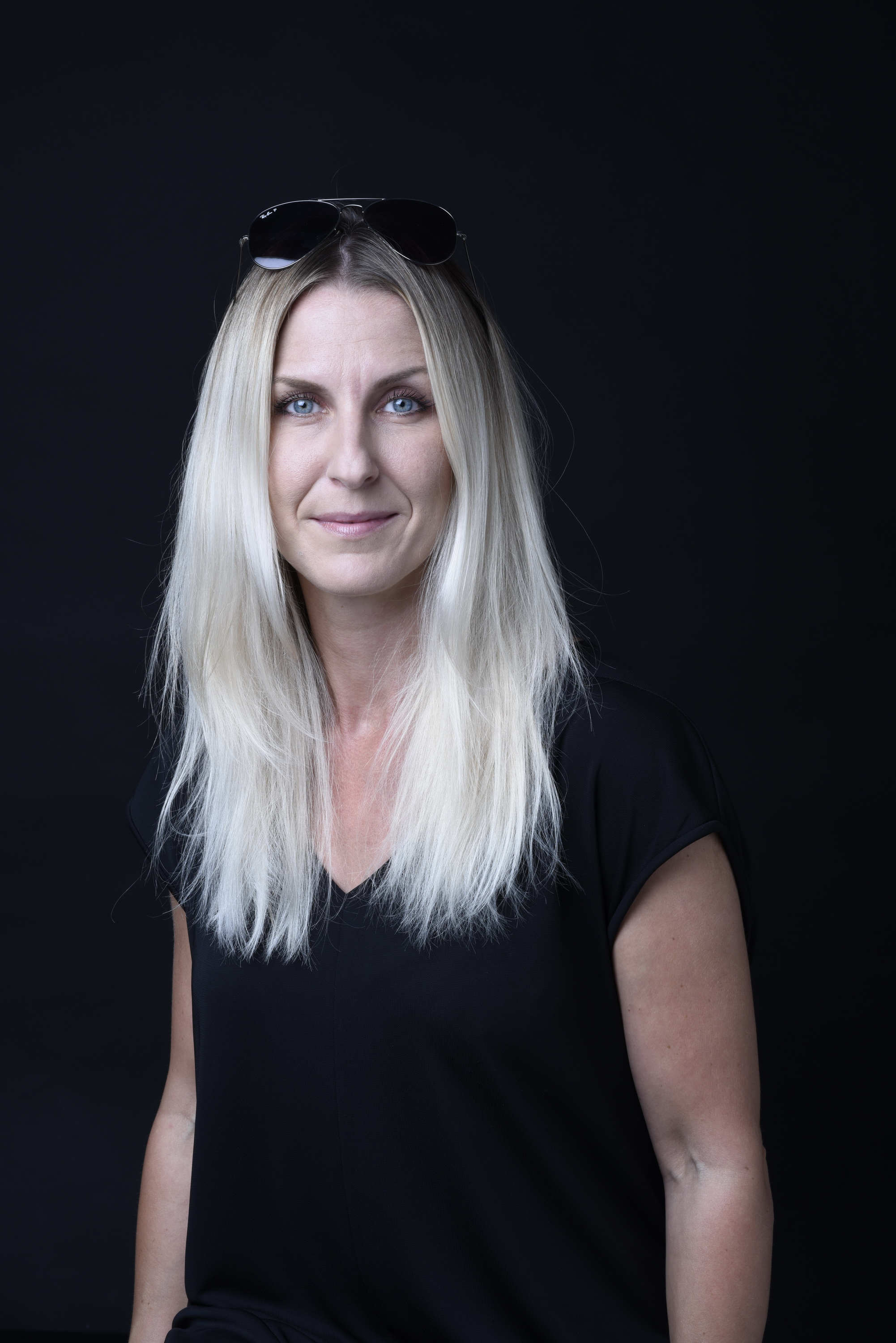
Blanka Cichon–ředitelka Dejvického divadla v letech 2019 – 2023
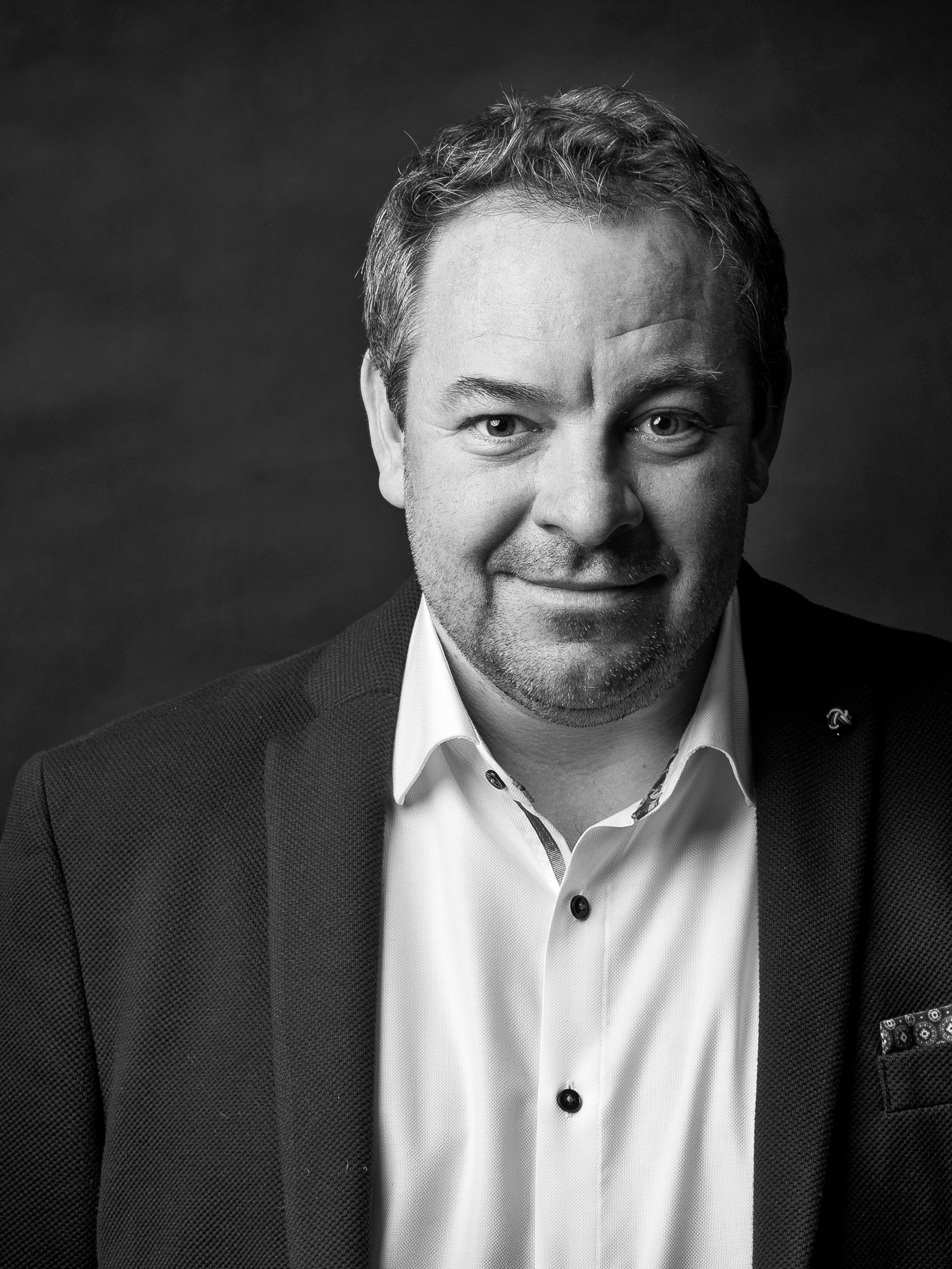
Lukáš Průdek, ředitel Dejvického divadla od roku 2024

## Herci

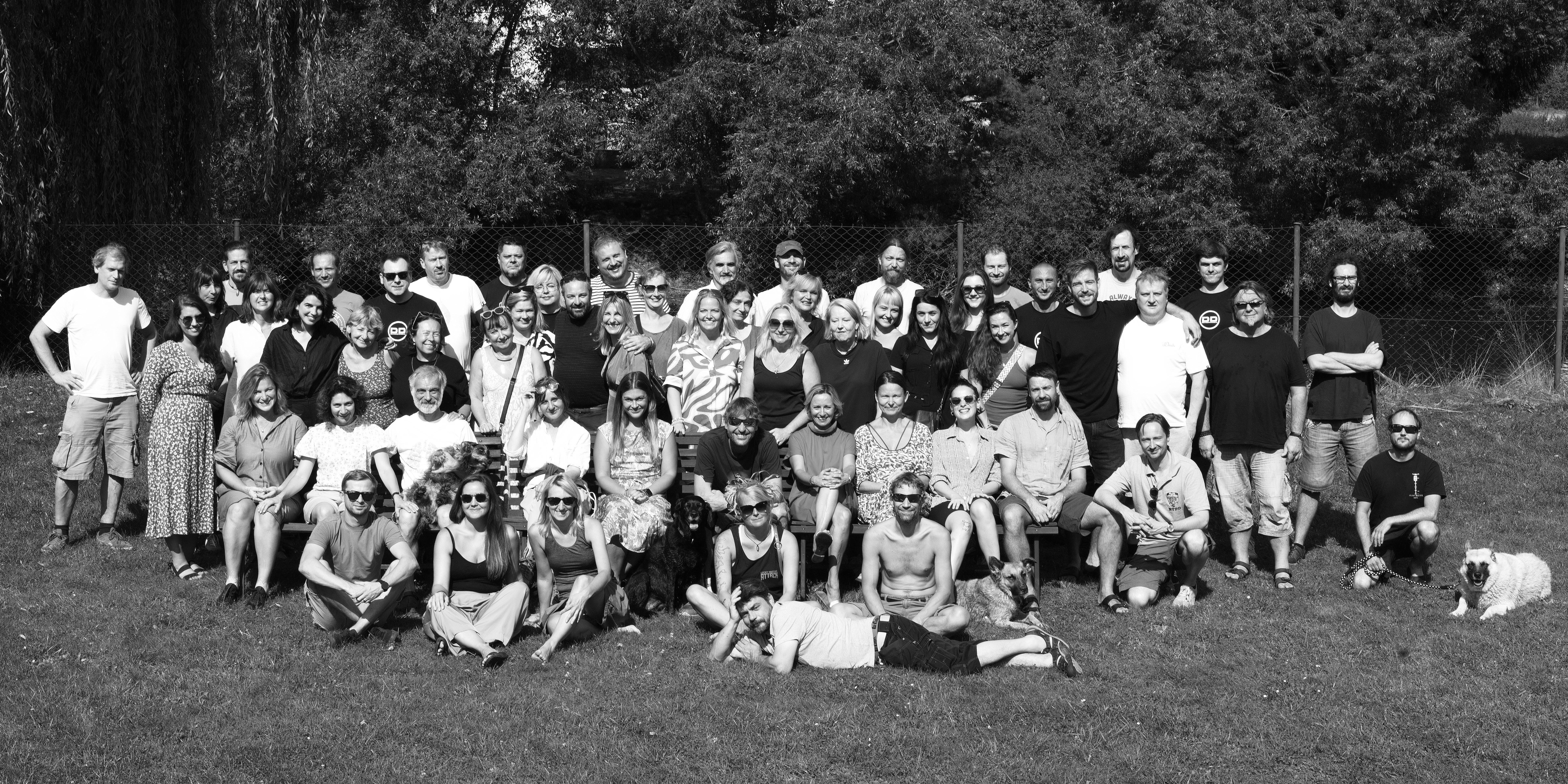
Dejvické divadlo na soustředění v roce 2023

Seznam herců k lednu 2025:
- Anna Fialová (od září 2023)
- Antonie Formanová (od září 2023)
- Jana Holcová
- Lenka Krobotová
- Barbara Lukešová (od září 2024)[5]
- Klára Melíšková
- Zdeňka Žádníková
- Tomáš Jeřábek (od září 2017)[6]
- Miroslav Krobot
- Martin Myšička
- Václav Neužil
- Jaroslav Plesl
- Vladimír Polívka (od září 2018)[7]
- Lukáš Příkazký (od září 2018)[7]
- Pavel Šimčík
- Ivan Trojan

### Bývalí členové souboru
- 2002–2013 Tatiana Vilhelmová, po odchodu ze souboru Dejvického divadla zde do roku 2017 vystupovala jako host.[8]
- 1998–2016 David Novotný, po odchodu ze souboru Dejvického divadla zde do roku 2022 vystupoval jako host
- 2002–2023 Simona Babčáková, po odchodu ze souboru Dejvického divadla zde nadále vystupuje jako host
- 2015–2023 Veronika Khek Kubařová, po odchodu ze souboru Dejvického divadla zde nadále vystupuje jako host
- 2010–2023 Hynek Čermák, po odchodu ze souboru Dejvického divadla zde nadále vystupuje jako host
- 2006-2024 Martha Issová, po odchodu ze souboru Dejvického divadla zde nadále vystupuje jako host

### Hosté
Jako hosté zde vystupovali nebo vystupují také: Jiří Bábek, Jiří Bartoška, Michaela Bendová, Pavla Beretová, Jenovéfa Boková, Nina Divíšková, Tatiana Dyková, Richard Fiala, Antonie Formanová, Matěj Hádek, Radek Holub, Vanda Hybnerová, Lada Jelínková, Jiří Konvalinka, Jiří Macháček, Lilian Malkina, Martin Pechlát, Barbora Poláková, Vladimír Polívka, Jitka Smutná, Alois Švehlík, Petr Vršek, Stanislav Zindulka.

## Repertoár

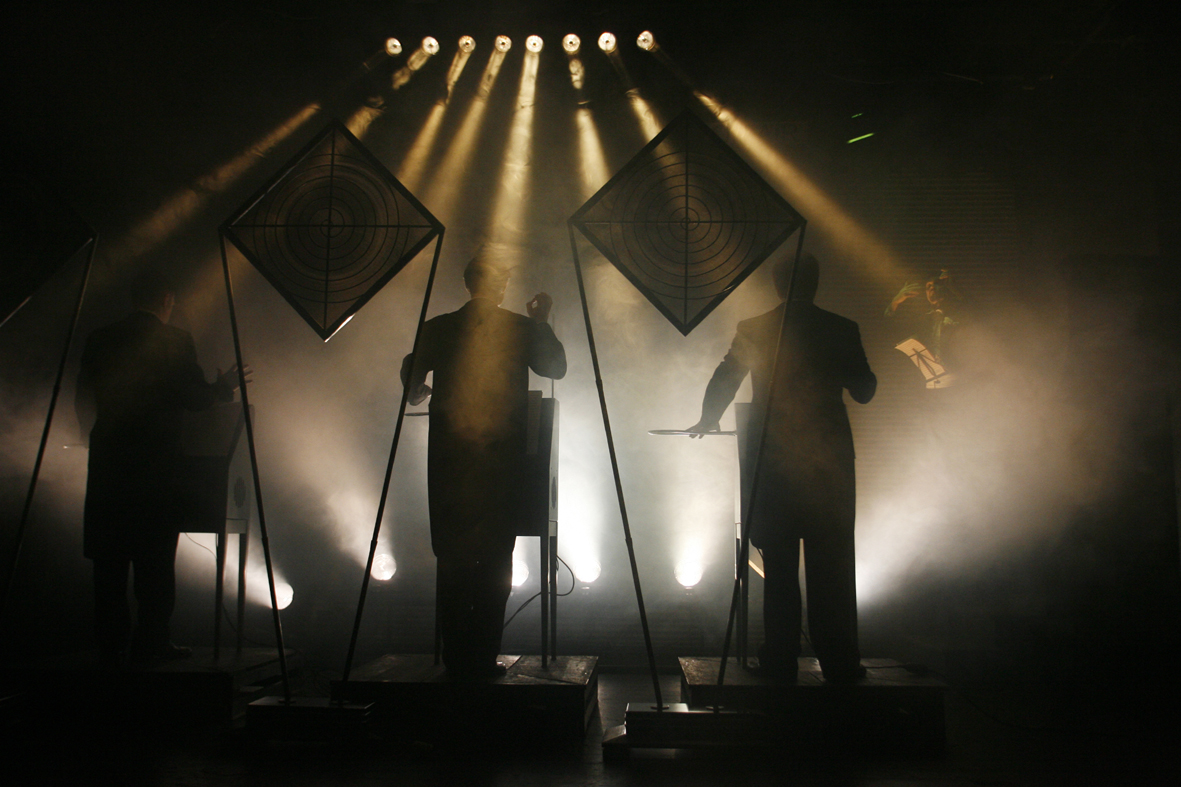
Fotografie z představení Petra Zelenky Teremin

Výraznou součást dramaturgie Dejvického divadla tvoří současná dramatika, jak zahraniční (Joe Penhall: Krajina se zbraní, Dennis Kelly: Debris, Patrick Marber: Dealer’s Choice a další), tak domácí. Divadlo iniciuje vznik původních textů českých a slovenských autorů (Petr Zelenka: Příběhy obyčejného šílenství, Teremin, Dabing Street, Elegance molekuly a Fifty; Miroslav Krobot: Sirup, Brian; Karel František Tománek: KFT/sendviče reality®, Wanted Welzl, Kafka ’24; Viliam Klimáček: Dračí doupě; Daniel Majling: Vzkříšení, Vina? a další) a klade důraz také na autorskou spolupráci s umělci názorově i generačně spřízněnými (Jiří Havelka: Černá díra, Bitva o Hernaniho; Petra Tejnorová: Modrovous/suovordoM, David Ondříček: Kde je ta ryba? a další). Zároveň však v repertoáru DD mají své pevné místo adaptace děl světové literární tvorby (Oblomov podle Ivana Alexandroviče Gončarova, Bratři Karamazovi nebo Idiot podle Fjodora Michajloviče Dostojevského, Love Story podle Isaaca Bashevise Singera, Spříznění volbou podle Johanna Wolfganga Goetha, Ucpanej systém podle Irvina Welshe a další) a klasické hry (Shakespearův Hamlet, Večer tříkrálový, Zimní pohádka a Richard III., Gogolův Revizor, Čechovovy Tři sestry a Racek a další). Během své existence se Dejvické divadlo stalo šestkrát divadlem roku, řadu významných ocenění získaly nejen inscenace, ale i jednotliví umělci. Každoročně se jméno Dejvického divadla objevuje v nominacích na nejprestižnější divadelní ceny.

### Pět svíček za Václava Havla
Ve dnech 4. října až 17. prosince 2016 proběhlo pět večerů při příležitosti 80. narozenin Václava Havla v rámci projektu MČ Praha 6 Pocta V. H.:
- 4. října 2016 21:30 Procházka Turnovým hájem – Autorské čtení spisovatelky a baskytaristky kapely The Plastic People of the Universe Evy Turnové v prostoru Anti.kvariát DD
- 24. října 2016 20:00 CO.MEDIA, Hostem Martina Myšičky byl Michael Žantovský, spisovatel, překladatel, publicista, textař, politik, diplomat, ředitel Knihovny Václava Havla v prostoru Anti.kvariát DD
- 19. listopadu 2016 20:00 Makabrózní rýmař, večer s básníkem J. H. Krchovským, v prostoru Anti.kvariát DD
- 12. prosince 2016 20:00, Večer s Jáchymem Topolem, setkání se spisovatelem a dramaturgem Knihovny Václava Havla, v prostoru Anti.kvariát DD
- 17. prosince 2016 19:30, Václav Havel: Protest, Divadlo Na tahu, režie Andrej Krob

## Filmy
Dvě divadelní hry byly zpracovány i jako celovečerní film:
- Příběhy obyčejného šílenství, režie: Petr Zelenka, 2005[10]
- Karamazovi, režie: Petr Zelenka, 2008[11]

## Televizní seriály
- V roce 2013 se téměř celý soubor Dejvického divadla podílel na vzniku televizního seriálu Čtvrtá hvězda, režie Jan Prušinovský.[12]
- 2018 Dabing Street je dvanáctidílný televizní komediální seriál. Námět vychází ze stejnojmenné divadelní hry Petra Zelenky z roku 2012. Petr Zelenka byl scenáristou i režisérem tohoto seriálu. V seriálu hráli jak herci Dejvického divadla (Eva – Klára Melíšková, Pavel – Václav Neužil, Karel – Hynek Čermák, režisér Janda – Miroslav Krobot, mediální poradce Kross – Martin Myšička) tak i další (David – Marek Adamczyk, Lada – Tereza Voříšková, Lenka – Pavla Beretová)[13]
- 2019 Zkáza Dejvického divadla je šestidílný televizní komediální seriál. Pro Českou televizi seriál připravila produkční společnost Evolution Films, natáčení probíhalo v květnu a červnu 2018,[14] seriál byl uveden na jaře 2019.[15] Scénář napsali Miroslav Krobot a Ondřej Hübl. Režisérem byl Miroslav Krobot.

## Ocenění
- 1995 Cena Alfréda Radoka – inscenace roku: Jan Čep, Jakub Deml / Jan Antonín Pitínský Sestra Úzkost
- 1995 Cena Alfréda Radoka – divadlo roku
- 2000 Cena Alfréda Radoka – Ivan Trojan za hlavní roli ve hře Ivan Alexandrovič Gončarov: Oblomov
- 2001 Cena Alfréda Radoka v kategorii Talent roku – Miroslav Krobot za roli otce ve hře Příběhy obyčejného šílenství
- 2002 Cena Alfréda Radoka – divadlo roku
- 2006 Cena Alfréda Radoka – divadlo roku
- 2010 Cena Alfréda Radoka – divadlo roku
- 2010 Cena Alfréda Radoka – inscenace roku Aki Kaurismäki – Muž bez minulosti (režie: Miroslav Krobot)
- 2010 Cena Alfréda Radoka – mužský herecký výkon: David Novotný za roli Muže v inscenaci Muž bez minulosti
- 2012 Cena Thálie za mimořádný jevištní výkon: Václav Neužil, za roli Mugsyho v inscenaci Dealer's Choice.
- 2012 Cena Alfréda Radoka – inscenace roku Irvine Welsh – Ucpanej systém (režie: Michal Vajdička)
- 2012 Cena Alfréda Radoka – mužský herecký výkon Ivan Trojan, za roli Boha v inscenaci Ucpanej systém
- 2012 Cena Alfréda Radoka – nejlepší poprvé uvedená česká hra: Miroslav Krobot: Brian.
- 2012 Cena Alfréda Radoka – divadlo roku [16]
- 2022 Cena divadelní kritiky – divadlo roku[17]
- 2022 Cena divadelní kritiky – mužský herecký výkon Ivan Trojan za roli Davida v inscenaci Fifty[17]

## Publikace o divadle
- Fotoalbum Dejvické divadlo 20 let. Praha: Dejvické divadlo, 2012. 267 s. ISBN 978-80-260-2037-0.
- STRÁNSKÁ, Tania; SUKOVÁ, Eva. Pátých pět: Dejvické divadlo 2012 – 2017. Ilustrace Hynek Glos, Alena Hrbková, Milan Chrdle, Petr Koutecký, Michael Tomeš. 1. vyd. Praha: Dejvické divadlo, 1917. 152 s. ISBN 978-80-2702-470-4.